# Khildebrand II
Khildebrand II fou un noble carolingi de la fi del segle VIII i començament del IX, de la família dels Nibelúngides, fill probable de Nibelung I.
És conegut com a missus enviat a l'Autunois a la demanda de Moisès, advocat del comte d'Autun. Léon Levillain l'identifica amb un altre comte Khildebrand, citat el 826 en el capitular d'Ingelheim, i enviat l'any següent a la marca d'Hispània, però sembla més probable per raons cronològiques que aquest altre Khildebrand sigui un homònim diferent, fill o nebot de Khildebrand II.
Cap document no li atribueix fills. Tres Nibelúngides són coneguts a la generació següent: Nibelung III, comte el 818, Teodebert, comte de Madrie el 802 i el 822 i Khildebrand III, comte a l'Autunois el 796, mort entre 827 i 836.
Els nom dels fills de Khildebrand III mostren un vincle de parentiu entre aquest últim i els Guillèmides. El nom de Teodebert de Madrie deixa suposar que aquest parentiu passi per una esposa nibelúngide de la generació de Khildebrand II més aviat que de la de Khildebrand III. Sembla lògic considerar Teodebert de Madrie i Khildebrand III com germà i fill d'una guillèmida.
La pregunta és de saber qui és el seu pare, entre Nibelung II i Khildebrand II. D'una banda un fals diploma de Pipí I d'Aquitània indica que Teodebert de Madrie era fill d'un Nibelung. És una invenció, o la introducció d'un fet real en el fals, com ho practiquen sovint els falsaris de l'Edat Mitjana per donar una versemblança a la seva producció. D'altra banda, l'esposa guillèmida d'un nibelúngida només pot ser cronològicament una germana de sant Guillem I de Tolosa. Només són conegudes les germanes Abba i Berta, citades com religioses el 804. Això significa que si una d'ella s'havia casat, era vídua en aquesta data. Ara bé Khildebrand II ja no és citat a partir del 796, mentre que Nibelung II era encara viu el 805.

## Khildebrand en les arts
L'escriptor francès Marc Paillet (1918-2000) ha utilitzat el personatge de Khildebrand en una sèrie de novel·les detectivesques medievals, on Khildebrand i un abat saxó de nom Erwin, tots dos missi dominici, són encarregats de resoldre diverses enquestes a l'Imperi carolingi. La primera d'aquestes novel·les, Le Poignard et le Poison (El punyal i el verí, 1995), s'inspira, amb molta llibertat artística, justament en la missió a Autun.